# Manañamca
Manañamca fue una diosa dentro del manuscrito de Huarochirí. Según el manuscrito, era descrita como una mujer demonio. Asimismo, era considerada consorte del dios Huallallo Carhuincho y, al igual que este último, tenía el control total sobre el fuego.

## Etimología
Manañamca es un nombre compuesto de una raíz quechua, la cual es Mana (denota negación / él que no es / la que no es).
Respecto al término Ñamca, no existe una traducción específica sobre ello. Sin embargo, dentro del manuscrito de Huarochirí, se explica un posible origen del término.

## Historia
Según el manuscrito, el dios Pariacaca y el dios Huallallo Carhuincho se enfrentaron en una batalla que duró tres días y sus tres noches. Pasados estos días y noches, Pariacaca venció a Huallallo y lo expulsó hacia las montañas que están en la actual provincia de Jauja.
Antes de huir en dirección a los antis, Huallallo había invocado a varias criaturas poderosas para serle nefasto a Pariacaca; sin embargo, este último terminó derrotando a todas las bestias, dejando a Huallallo sin fuerza alguna para seguir con el combate.
También se menciona como Pariacarco, uno de los hermanos de Pariacaca, persiguió a Huallallo hasta la entrada de los antis. Asimismo, se menciona que Pariacarco, transformado en un nevado, aun sigue custodiando la entrada de los antis frente a un posible retorno de Huallallo.
Después de derrotar a Huallallo, Pariacaca enfrentó a la feroz Manañamca, la cual, al igual que la diosa Chaupiñamca, residía por la parte baja de un lugar llamado Mama. 
Manañamca, convertida en el mismo fuego, enfrentó a Pariacaca. 
Pariacaca recibió el apoyo de uno de sus hijos, el cual era Chuquihuampo. 
En el acto, Manañamca empieza a lanzar sus poderosas flamas y una de estas alcanzó a Chuquihuampo en el pie. 
Sin embargo, fue nuevamente el poderoso Pariacaca quien venció y ahuyentó a Manañamca hacia la laguna. 
Cuando ya había vencido a estos, Pariacaca volvió al sitio donde se encontraba su hijo Chuquihuampo, quien, al quebrarse el pie, se había quedado cojo. 
Este le dijo: No regresaré; voy a quedarme aquí para custodiar de cerca a esta mujer, Manañamca, e impedir que vuelva. 
Su padre estuvo de acuerdo y prescribió todo lo que su hijo iba a recibir como ofrendas.